# Marpesia harmonia
Marpesia harmonia là một loài bướm ngày thuộc họ Nymphalidae. Nó được tìm thấy ở tây nam México và Guatemala.